# Nanaimo—Ladysmith
Pour les articles homonymes, voir Nanaimo (homonymie) et Ladysmith.
Circonscription électorale fédérale du Canada
Nanaimo–Ladysmith est une circonscription électorale fédérale de la Colombie-Britannique (Canada) située sur l'île de Vancouver. Elle comprend:
- Une partie du district régional de Cowichan Valley dont la ville de Ladysmith
- Une partie du district régional de Nanaimo dont une partie de la ville de Nanaimo[3].

La circonscription est bornée à l'est par le détroit de Géorgie qui le sépare de la partie continentale de la Colombie-Britannique.
Les circonscriptions limitrophes sont :
- au nord-ouest : Courtenay—Alberni
- au sud-est : Saanich—Gulf Islands
- au sud : Cowichan—Malahat—Langford[4].

Lors du redécoupage électoral de 2022, la circonscription a été peu modifiée, cédant une partie de son territoire près de Nanaimo à Courtenay—Alberni.

## Députés
| Législature                                                    | Années        | Député | Député            | Parti         |
| -------------------------------------------------------------- | ------------- | ------ | ----------------- | ------------- |
| Nanaimo—Ladysmith issue de Nanaimo—Alberni et Nanaimo—Cowichan |               |        |                   |               |
| 42e                                                            | 2015–2019     |        | Sheila Malcolmson | Néo-démocrate |
| 42e                                                            | 2019-2019     |        | Paul Manly        | Vert          |
| 43e                                                            | 2019–2021     |        | Paul Manly        | Vert          |
| 44e                                                            | 2021–2025     |        | Lisa Marie Barron | Néo-démocrate |
| 45e                                                            | 2025–en cours |        | Tamara Kronis     | Conservatrice |

## Résultats électoraux
Modèle:Élection générale canadienne de 2025 — Nanaimo—Ladysmith
Le premier scrutin a eu lieu en 2015 et a été remporté par Sheila Malcolmson. Après sa démission en janvier 2019, une élection partielle s'est tenue en mai 2019 et Paul Manly a été élu.
| Parti | Parti                        | Candidat          | Votes  | %    | Maj.  |
| ----- | ---------------------------- | ----------------- | ------ | ---- | ----- |
|       | Vert                         | Paul Manly        | 15 188 | 37,3 | 5 093 |
|       | Conservateur                 | John Hirst        | 10 093 | 24,8 |       |
|       | NPD                          | Bob Chamberlin    | 9 392  | 23,1 |       |
|       | Libéral                      | Michelle Corfield | 4 478  | 11,0 |       |
|       | Parti populaire              | Jennifer Clarke   | 1 246  | 3,1  |       |
|       | Parti progressiste           | Brian Marlatt     | 248    | 0,6  |       |
|       | Alliance nationale citoyenne | Jakob Letkemann   | 66     | 0,2  |       |
| Total | Total                        | Total             | 40 711 | 100  | -     |

|       | Candidat          | Parti              | # de voix | % des voix |
|       | Mark MacDonald    | Conservateur       | +16 637,  | 23,35 %    |
|       | Tim Tessier       | Libéral            | +16 753,  | 23,52 %    |
|       | Sheila Malcolmson | NPD                | +23 651,  | 33,2 %     |
|       | Paul Manly        | Vert               | +14 074,  | 19,76 %    |
|       | Jack East         | Marxiste-léniniste | +00126,   | 0,18 %     |
| Total | Total             | Total              | 71 241    | 100 %      |